# Coniophanes schmidti
Espèce
Statut de conservation UICN

 LC  : Préoccupation mineure
Coniophanes schmidti est une espèce de serpents de la famille des Dipsadidae.

## Répartition
Cette espèce se rencontre au Yucatán au Mexique, au Belize et au Guatemala.

## Description
L'holotype de Coniophanes schmidti mesure 547 mm dont 175 mm pour la queue.

## Étymologie
Cette espèce est nommée en l'honneur de Karl Patterson Schmidt.

## Publication originale
- Bailey, 1937 : New forms of Coniophanes Hallowell, and the status of Dromicus clavatus. Occasional papers of the Museum of Zoology, University of Michigan, no 362, p. 1-6 (texte intégral).